# Deterministiska spel
Deterministiska spel är sådana spel som ej innehåller slump. Logikspel och många brädspel är exempel på deterministiska spel. Motsatsen till deterministiska spel kallas stokastiska spel, och inkluderar bland annat tärningsspel. 
I regel anses deterministiska spel kräva en högre skicklighetsgrad än stokastiska spel.

## Exempel på deterministiska spel
- Schack
- Pentago
- Go
- Othello
- Luffarschack
- Nim